# Hugh Dennis
Peter Hugh Dennis (Kettering, 13 de fevereiro de 1962), mais conhecido como Hugh Dennis, é um humorista, impressionista, dublador e escritor inglês.